# Spongionella gracilis
Spongionella gracilis är en svampdjursart som först beskrevs av Vosmaer 1883.  Spongionella gracilis ingår i släktet Spongionella och familjen Dictyodendrillidae. Inga underarter finns listade i Catalogue of Life.